# Tantei Monogatari
Tantei Monogatari (探偵物語), ou Detective Story, é uma série de televisão japonesa de ação estrelada por Yūsaku Matsuda que foi transmitida originalmente na Nippon TV com 27 episódios de quarenta e cinco minutos entre 18 de setembro de 1979 a 1º de abril de 1980. O programa teve vários diretores, incluindo Toru Murakawa, Kiyoshi Nishimura, Yukihiro Sawada e Yasuharu Hasebe.

## Enredo
Shunsaku Kudō monta um escritório em um prédio decadente para trabalhar como detetive particular depois de passar cinco anos como policial em San Francisco, onde se familiarizou com armas de fogo. Kudō foi originalmente imaginado como um tipo durão e frio padrão, mas a estrela do programa, Yūsaku Matsuda, parecia muito com um rebelde, então o personagem acabou andando de scooter Vespa, fumando cigarros Camel e vestindo um terno preto ou branco e usando óculos escuros. Também moram no prédio duas meninas (a atriz americana Nancy Cheney e Kahori Takeda), que cuidam do detetive.

## Elenco
- Yūsaku Matsuda como Shunsaku Kudo
- Mikio Narita como Detetive Chefe Hattori
- Mitsuko Baisho como Masako
- Michihiro Yamanishi como Detetive Matsumoto
- Nancy Cheney como Nancy
- Kahori Takeda como Kahori
- Tetsuo Nose como Tattoo Guy
- Hiroshi Shimizu como Iizuka
- Osamu Shigematsu
- Yukiko Tachibana
- Ryoko Watanabe
- Hiromi Hirata

## Recepção
Tantei Monogatari, com seu estilo bem-humorado e descontraído, conquistou altas classificações enquanto estava no ar e mais tarde conquistou virou cult. A Nippon TV publicou um livro sobre o programa intitulado de Yomigaere! Tantei Monogatari (lit. Volte! Detective Story) em 1994 e a Toei Video posteriormente lançou a série inteira.  A Toei também lançou a série inteira como uma coleção de Blu-ray em 2015.